# Leon Gotkiewicz
Leon Gotkiewicz (ur. 14 marca 1885 w Kownie, zm. wiosną 1940 w Katyniu) – podpułkownik piechoty Wojska Polskiego, ofiara zbrodni katyńskiej.

## Życiorys
Urodził się w rodzinie Edwarda i Heleny z Sokołowskich. Brał udział w I wojnie światowej, podczas której był rany i ciężko kontuzjowany.
Po odzyskaniu przez Polskę niepodległości w 1920 wstąpił do Wojska Polskiego. Od 1921 był oficerem 31 pułku Strzelców Kaniowskich, stacjonującego w garnizonach Łódź i Sieradz. Został awansowany do stopnia majora piechoty. W tej randze pełnił funkcję p.o. dowódcy pułku od 10 lipca 1922. Został awansowany do stopnia podpułkownika piechoty ze starszeństwem z dniem 1 lipca 1923. W tej randze sprawował stanowisko dowódcy pułku 31 pułku piechoty od 6 lipca 1923 do 20 lutego 1924.
Podczas „zamachu majowego” J. Piłsudskiego w 1926 r. 31 pułk wystąpił przeciw legalnym władzom, umożliwiając opanowanie rebeliantom Łodzi. Jego ówczesny dowódca - ppłk Alfred Vogel zachował się przeciwnie i został w dniu 13 maja internowany. Dowództwo pułku przejął ppłk Gotkiewicz. W dniu następnym, 14 maja, pułk wysłał do Warszawy pułk kombinowany.
21 sierpnia 1926 roku został przeniesiony do 10 pułku piechoty w Łowiczu na stanowisko dowódcy pułku. 28 stycznia 1928 roku został przeniesiony do kadry oficerów piechoty z równoczesnym przeniesieniem służbowym do Powiatowej Komedy Uzupełnień Kielce na okres sześciu miesięcy w celu odbycia praktyki poborowej. W tym samym roku został przeniesiony do Powiatowej Komedy Uzupełnień Przemyśl na stanowisko komendanta. Z dniem 31 marca 1933 został przeniesiony w stan spoczynku. W 1934 był zweryfikowany w Korpusie Oficerów Piechoty z lokatą 8.
Był żonaty z Ksenią z Ozierskich. Nie miał dzieci.
Wobec zagrożenia wybuchem konfliktu zbrojnego w 1939 został zmobilizowany w Przemyślu. Po wybuchu II wojny światowej 1939, kampanii wrześniowej i agresji ZSRR na Polskę z 17 września 1939 został aresztowany przez sowietów. Był przetrzymywany w obozie w Kozielsku. Wiosną 1940 został przetransportowany do Katynia i rozstrzelany przez funkcjonariuszy Obwodowego Zarządu NKWD w Smoleńsku oraz pracowników NKWD przybyłych z Moskwy na mocy decyzji Biura Politycznego KC WKP(b) z 5 marca 1940. Został pochowany na terenie obecnego Polskiego Cmentarza Wojennego w Katyniu, gdzie jego ciało zidentyfikowano podczas ekshumacji.

## Upamiętnienie
5 października 2007 roku minister obrony narodowej Aleksander Szczygło mianował go pośmiertnie do stopnia pułkownika. Awans został ogłoszony 9 listopada 2007 roku, w Warszawie, w trakcie uroczystości „Katyń Pamiętamy – Uczcijmy Pamięć Bohaterów”.
W ramach akcji „Katyń... pamiętamy” / „Katyń... Ocalić od zapomnienia”, został zasadzony Dąb Pamięci honorujący Leona Gotkiewicza przy Zespole Szkół nr 2 w Opatowie.